# John Blades Clarke
John Blades Clarke (* 14. April 1833 bei Augusta, Bracken County, Kentucky; † 23. Mai 1911 in Brooksville, Kentucky) war ein US-amerikanischer Politiker. Zwischen 1875 und 1879 vertrat er den Bundesstaat Kentucky im US-Repräsentantenhaus.

## Werdegang
John Clarke besuchte die öffentlichen Schulen seiner Heimat. In den Wintermonaten der Jahre 1851 und 1852 unterrichtete er selbst als Lehrer. Nach einem Jurastudium und seiner 1854 erfolgten Zulassung als Rechtsanwalt begann er in Rockport (Indiana) in diesem Beruf zu arbeiten. Im Dezember 1855 verlegte er seine Kanzlei und seinen Wohnsitz nach Brooksville. Zwischen 1858 und 1862 war er Staatsanwalt im dortigen Bracken County.
Politisch wurde er Mitglied der Demokratischen Partei. Zwischen 1867 und 1870 gehörte Clarke dem Senat von Kentucky an. Bei den Kongresswahlen des Jahres 1874 wurde er im zehnten Wahlbezirk von Kentucky in das US-Repräsentantenhaus in Washington, D.C. gewählt, wo er am 4. März 1875 die Nachfolge von John Duncan Young antrat. Nach einer Wiederwahl im Jahr 1876 konnte er bis zum 3. März 1879 zwei Legislaturperioden im Kongress absolvieren. 1878 verzichtete John Clarke auf eine weitere Kongresskandidatur. In den folgenden Jahren praktizierte er wieder als Anwalt in Brooksville. Dort ist er am 23. Mai 1911 auch verstorben.